# Рускеала (горный парк)
Го́рный парк «Рускеа́ла» — туристический комплекс, расположенный в Сортавальском районе Республики Карелия. Основой комплекса является объект культурного наследия, памятник истории — заполненный грунтовыми водами бывший мраморный карьер. «Рускеала» стала первым на Северо-Западе России примером успешной коммерциализации объекта историко-культурного наследия.

## География
Расположен вблизи посёлка Рускеала в 30 километрах к северу от Сортавалы, на берегу реки Тохмайоки.
У парка находится тупиковая железнодорожная станция Горный парк Рускеала линии Сортавала — Рускеала.

## Общие сведения
Протяжённость карьера с севера на юг составляет 460 метров, ширина — до 100 метров. Расстояние от самой верхней точки борта карьера до его дна — свыше 50 метров. Прозрачность воды достигает 15—18 метров.
Стены старого карьера пронизаны целой системой подземных выработок — штолен и штреков, соединённых вертикальными шахтами. Большая часть выработок после Великой Отечественной войны оказалась затопленной; откачать воду не представляется возможным. Общая протяжённость горных выработок составляет несколько километров. Сохранилось здание заводоуправления, сложенное из небольших мраморных блоков, и часть печей для обжига извести.

## История
Каменоломни, обнаруженные пастором-краеведом, членом Вольного экономического общества Самуилом Алопеусом, начали разрабатываться в 1765 году, в начале правления Екатерины II. Первыми разработками руководил «каменных дел подмастерье» Андрей Пилюгин, которого консультировали итальянские специалисты.

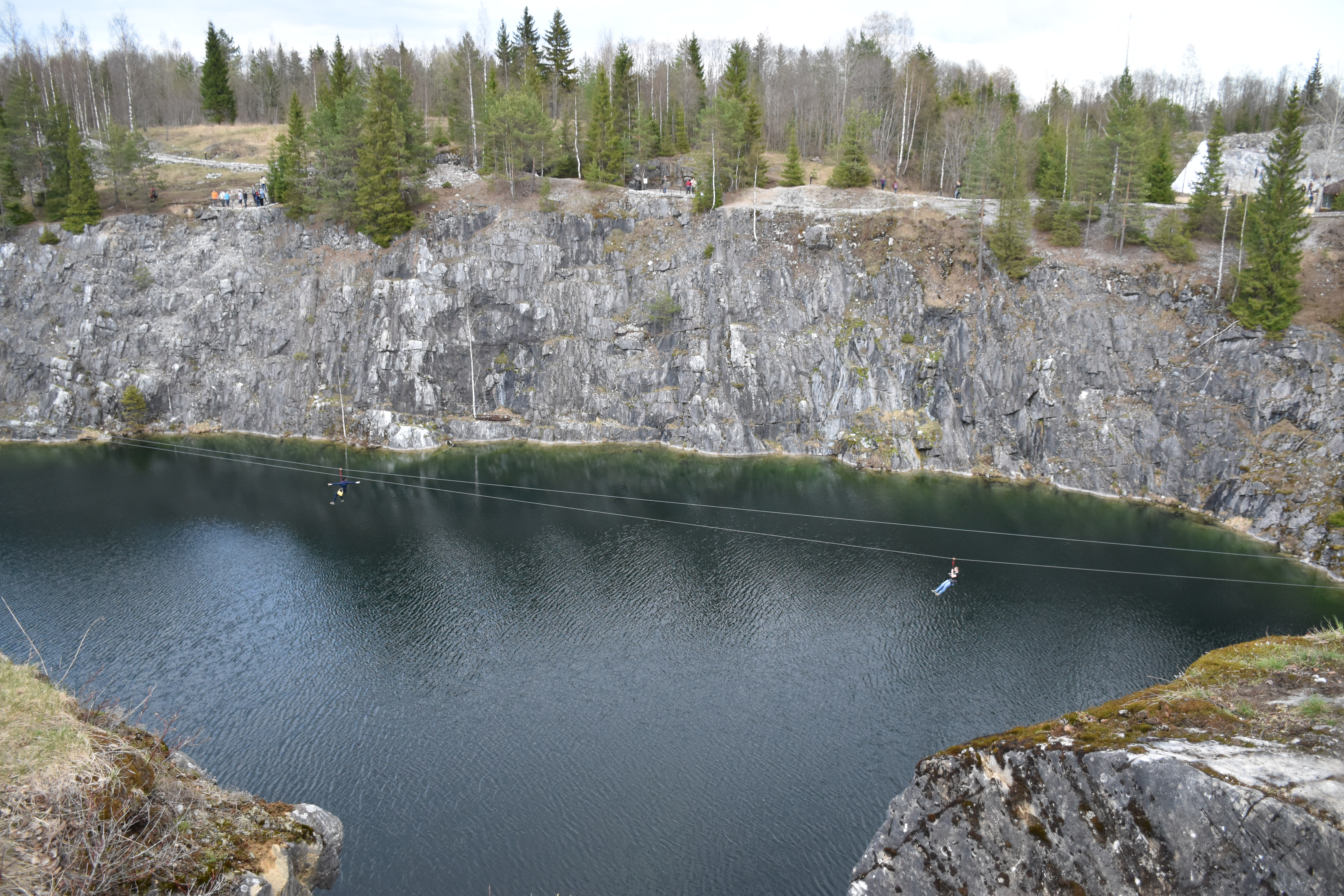
Большой мраморный карьер

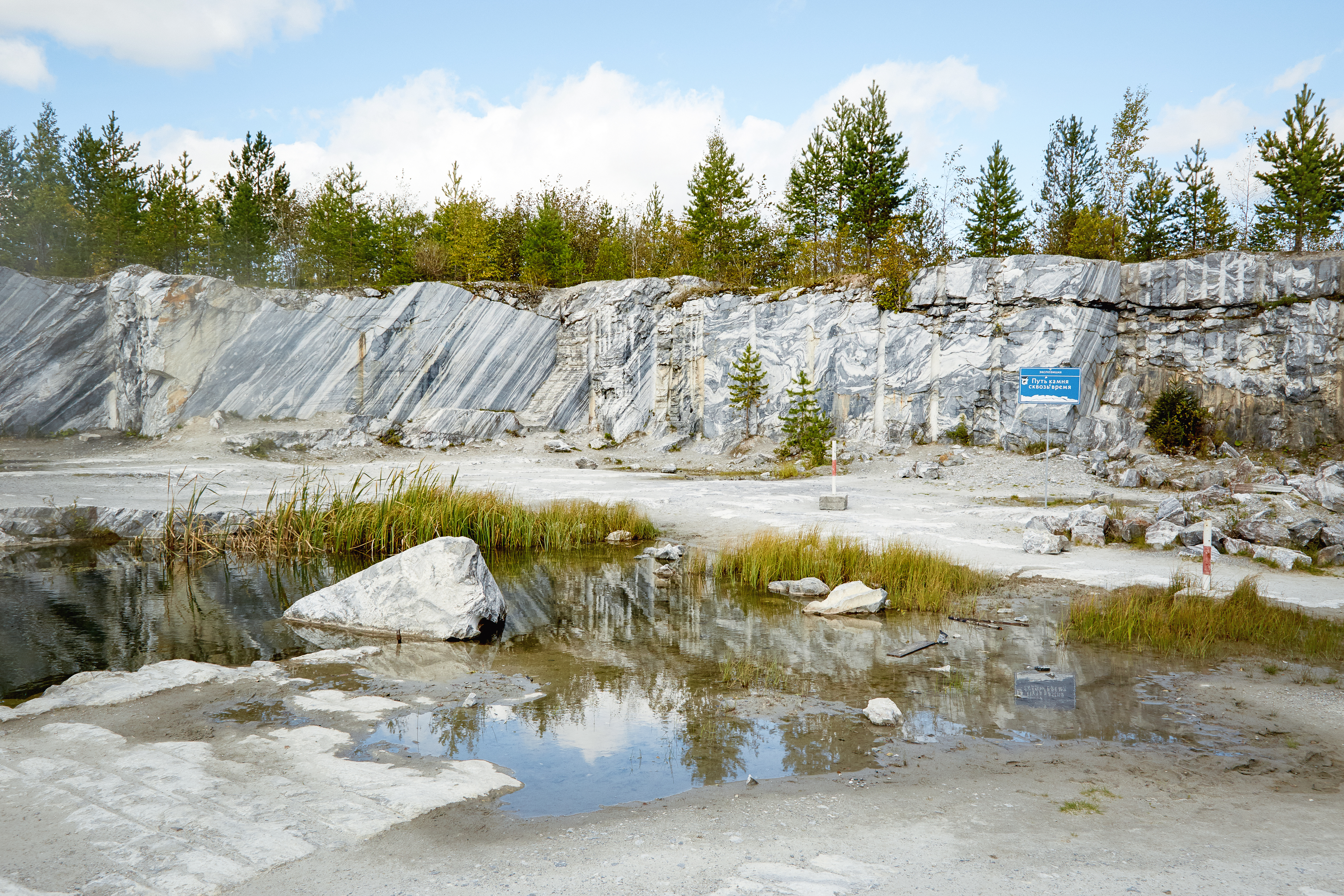
Итальянский карьер

На месторождении было заложено пять карьеров, на которых с помощью бурения и закладки пороховых зарядов добывался мрамор четырёх цветов — пепельно-серого, серо-зелёного, белого с серыми прожилками и бело-сине-серого. На добыче камня было занято до 500 человек местного населения.
Мрамор Рускеалы использовался в сооружении значимых зданий Санкт-Петербурга и дворцовых пригородов. Им облицован Исаакиевский собор (Огюст Монферран лично приезжал на каменоломни выбирать подходящую породу), выложены полы Казанского собора, изготовлены подоконники Эрмитажа, обрамлены окна Мраморного дворца и фасад Михайловского замка, а также во второй половине XX века — подземные залы станций Петербургского метрополитена «Приморская» и «Ладожская».
В 1846 году, после постройки вододействующего пильного и шлифовального завода и организации производства извести из осколков мрамора, количество рабочих, занятых на ломках, достигло 800 человек.
В 1859 году место посетил французский писатель Александр Дюма, о чём поведал в четырёхтомном труде «Путевые впечатления. В России».
В 1939—1947 годах карьер не действовал. Производство на мраморно-известковом заводе было возобновлено в 1947 году и действовало до начала 1990-х годов. Производилась добыча мрамора в блоках в небольшом количестве, а также мрамора для производства извести, декоративной крошки, известковой муки и щебня разных фракций.

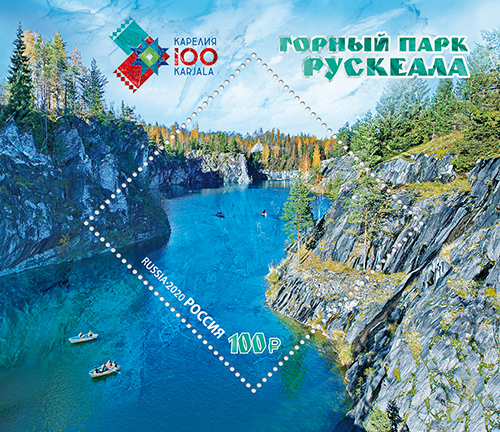
Почтовый блок России 2020 года, посвящённый 100-летию Карелии и горному парку «Рускеала»

В 1998 году главный карьер мраморных ломок был принят на государственную охрану в качестве объекта культурного наследия.
В 1999 году главный карьер мраморных ломок был включен в международный туристский маршрут «Голубая дорога».
В 2005 году, когда предприниматель Александр Артемьев, основатель парка, собрал все необходимые лицензии и разрешения, «Рускеала» открылась как полноценный туристический объект.
В 2010 году в Рускеале прошла значительная часть съёмок фильма «Тёмный мир».
В 2013 году в посёлке Хийденсельга и Го́рном парке Рускеале прошла большая часть съёмок сериала «Седьмая руна».
С 2017 года в горном парке проводится ежегодный летний музыкальный фестиваль «Ruskeala Symphony».
1 июня 2019 года с железнодорожной станции Сортавала до горного парка Рускеала был запущен туристический ретропоезд на паровой тяге, интерьер которого выполнен в стиле «Николаевского экспресса».